# Sitkei György
Sitkei György (Orosháza, 1931. február 13. –) magyar gépészmérnök, egyetemi tanár, a Magyar Tudományos Akadémia rendes tagja. Kutatási területe a keverékképzés, égés és hőátadás a dízelmotorokban, a talajjármű-mechanika, valamint a mezőgazdasági és faipari mechanikája.

## Életpályája
1949-ben érettségizett, majd beiratkozott a Budapesti Műszaki Egyetem Gépészmérnöki Karának mezőgazdasági gépészet szakára. Itt 1954-ben szerzett mezőgépész diplomát. Ennek megszerzése után három évig aspiráns volt az egyetem mezőgazdasági géptan tanszéken, majd ezt követően a tanszék munkatársa volt tudományos kutatói beosztásban, emellett tanított is. Itt húsz évet töltött el, közben tudományos főmunkatársi beosztásba került. 1974-ben a Mezőgép Trösztnél kapott főosztályvezetői, később tudományos tanácsadói állást, itt 1980-ig dolgozott. Ekkor került az Erdészeti és Faipari Egyetemre, ahol a faipari gépészet tanszéken kapott tanszékvezető egyetemi tanári kinevezést. A tanszéket 1996-ig vezette, majd nyugdíjba vonult és 2001-ben professor emeritusi címet kapott.
1960-ban védte meg a műszaki tudományok kandidátusi, 1964-ben akadémiai doktori értekezését. Az MTA Agrárműszaki, az Áramlás- és Hőtechnikai Bizottságnak, illetve a Veszprémi Akadémiai Bizottságnak lett tagja. 1998-ban a Magyar Tudományos Akadémia levelező, 2004-ben pedig rendes tagjává választották meg. Emellett az Energetikai, valamint a Környezettudományi Bizottságba is bekerült. Akadémiai tisztségei mellett az International Society for Terrain-Vehicle Systems és a Magyar Akkreditációs Bizottság Gépészeti Szakbizottsága tagja.

## Munkássága
Fő kutatási területe az energia átadása, felhasználása, működése dízelmotorokban, a talajjármű-mechanika és a mezőgazdasági és faipari gépek mechanikája.
Első területen nevéhez fűződnek jelentős kutatások a dízelmotorokban történő keverékképzés, a motorégéssel és a hőátadással kapcsolatban. Emellett továbbfejlesztette a sugárporlasztás elméletét és az öngyulladás fázisait. Bevezetett új hőátadási összefüggéseket és hőterhelési kritériumokat a motorgyártásban. A második területnél új talaj-teherbírási összefüggéseket vázolt fel, jellemezte az abroncsokat úgynevezett dimenzió nélküli mennyiségeknél, ehhez kapcsolódóan átfogó modellrendszert dolgozott ki. Harmadik kutatási területén új, nemlineáris rheológiai (tehát az áramló folyadékok áramlási tulajdonságainak vizsgálatával kapcsolatos) módszert dolgozott ki, amelyeket tömörítési folyamatokra használtak, illetve a fa forgácsolásának és faipari feldolgozásának elméletével is foglalkozik.
Több mint száznegyven tudományos publikáció szerzője vagy társszerzője, ebből huszonhárom könyvalakban jelent meg. Közleményeit magyar, angol és német nyelven adja közre.

## Díjai, elismerései
- Akadémiai Díj (1965)
- Szent-Györgyi Albert-díj (1993)
- Pattantyús-Ábrahám Géza-díj (1994)
- A Magyar Érdemrend tisztikeresztje (2014)

## Főbb publikációi
- Keverékképzés és égés lefolyása Diesel-motorokban (1960)
- Traktormotorok üzemi viszonyai váltakozó jellegű terhelésnél (1960)
- Hőátadás és hőterhelés belsőégésű motorokban (1962)
- Kraftstoffaufbereitung und Verbrennung bei Dieselmotoren (1964)
- A mezőgazdasági gépek talajmechanikai problémái (1967, angolul is)
- Keverékképzés és égés karburátoros motorokban (1969)
- Heat Transfer and Thermal Loading in Internal Combustion Engines (1974)
- Soil Mechanics Problems of Agricultural Machines (1976)
- A mezőgazdasági anyagok mechanikája (1981)
- Mechanics of Agricultural Materials (1985)
- Mezőgazdasági és erdészeti járművek modellezése (1986)
- A faipari műveletek elmélete (1994)
- Gyakorlati áramlástan (1997)
- A talaj-kerék kapcsolat néhány elmélet kérdése (2000)
- Energy Consumption of Selected Tree Shakers Under Different Operational Conditions (társszerző, 2001)
- Mezőgazdasági műszaki ismeretek (szerk., 2004)
- A gyümölcs- és zöldségtermesztés műszaki vonatkozásai (társszerző, 2005)
- Technical Aspects of Horticultural Production (szerk., 2008)